# 3172 Hirst
3172 Hirst (1981 WW) là một tiểu hành tinh vành đai chính được phát hiện ngày 24 tháng 11 năm 1981 bởi Bowell, E. ở Flagstaff (AM).